# Marco Pompeyo Macrino Neo Teófanes
Marco Pompeyo Macrino Neo Teófanes  fue un senador romano del siglo II que fue investido en varias ocasiones. Fue cónsul sufecto durante el nundinium de septiembre-diciembre de 115 junto con su compañero Tito Vibio Varo. Escritores anteriores como Ronald Syme habían fechado su carrera unos quince años antes, pero estudios posteriores confirmaron la fecha más tardía. Se conoce a Macrino principalmente por inscripciones.
Macrino, nativo de Mitilene, era un descendiente de uno de los habitantes más famosos de la isla de Lesbos, Teófanes de Mitilene; este fue el origen de su cognomen Neo Teófanes (el nuevo Teófanes). Los descendientes del Teófanes original habían caído en desgracia con el emperador Tiberio y en el año 33 muchos de ellos fueron forzados a suicidarse o a ser conducidos al exilio.

## Carrera
Una inscripción, ahora conservada en el museo de Mitilene, ofrece detalles del cursus honorum de Macrino . El primer puesto mencionado en esta inscripción es el de cuestor, que habría ejercido en Bitinia y Ponto; Werner Eck sitúa la fecha de su administración en el 98/100. Tras completar este puesto tradicional de la magistratura republicana Macrino se habría unido al Senado. Tras ello desempeñó otras magistraturas: tribuno de la plebe y pretor. 
Tras dejar el cargo de pretor, Macrino recibió varios nombramientos imperiales. El primero fue de procurador de la vía Latina por un período de unos dos años, seguido del nombramiento como legado o comandante de la Legio VI Victrix, destinada en Novaesium (actual Neuss) en la frontera del Rin, durante unos tres años. Tras esto sirvió como gobernador de la provincia imperial de Cilicia, que Eck fecha en 110-113. Macrino ostentó un cargo más, gobernador procónsular de Sicilia en 113-114, antes de acceder al consulado. Ya bien durante este ejercicio o después del consulado, fue admitido en el quindecenvirato, un collegium encargado de ocuparse de los libros sibilinos. Solo hay pruebas de un cargo consular de Macrino, procónsul de África, datado por Eck en el 130/131.

## Descendecia
A pesar de que el nombre de su esposa no se ha recuperado todavía, se cree que Macrino tuvo un descendiente, Marco Pompeyo Macrino, cónsul ordinario en 164. Otra puede haber sido Pompeya Agripinila, la esposa de Marco Gavio Esquila Galicano, cónsul ordinario en 150.